# 硝石・鉱業局
硝石・鉱業局（しょうせき・こうぎょうきょく、英: Nitre and Mining Bureau）は、アメリカ連合国の有した政府機関である。銅、鉄、鉛、硝石、硫黄、亜鉛、その他の金属などの資源供給に責任を負った。CSNMB、硝石局（Bureau of NitreあるいはNitre Bureau）とも呼ばれた。硝石・鉱業隊は、硝石・鉱業局が有する軍事部門である。ジョサイア・ゴーガスが長官を務めるアメリカ連合国武器省（Ordnance Department）に属する。局長はアイザック・M・セントジョンが務めた。中央装備研究所（Central Ordinance Laboratory）の所長はジョン・マレットが務めた。

## 人員
アメリカ連合国議会で制定された硝石・鉱業局設置法では、次のように述べられている。
同局は局長たる中佐1人、局長補たる少佐3人、大尉6人と中尉・少尉10人から成り、現在の硝石隊の士官もここに属し、給与・手当は同級の騎兵士官と同等とする。

"That said bureau shall consist of one lieutenant colonel as superintendent, three majors as assistant superintendents, six captains and ten lieutenants, in which shall be included the officers of the present nitre corps, who shall have the same pay and allowances prescribed for officers of cavalry of the same grades." 
その後、アイザック・M・セントジョンが局長に選ばれた。そのほか硝石・鉱業局に関連する人物としては、ジョージ・ワシントン・ヘルム、ジョセフ・レコンテ、ナサニエル・トーマス・ラプトン、リチャード・シアーズ・マカロー、トーマス・エッジワース・コートニーなどがいる。

## 硝石
硝石・鉱業局は、連合国のために硝石（硝酸カリウム）の生産を担当したことで最もよく知られている。北軍による海上封鎖の結果、軍需品や火薬の輸入は絶たれており、国内生産で賄う必要があった。陸軍長官の指令では次のように述べられている。
これらの軍司令官らは指揮下にあり、硝石局の士官は、硝石の販売を拒否するか1ポンドあたり50セント以上の価格を付けている者からこれを押収する権限を有する。……全ての兵站担当者はその他のあらゆる政府物資よりも硝石の輸送を優先するようにと指示されている。（リッチモンド、1862年4月15日）

That Military commanders are directed and officers of the Niter Bureau are authorized to seize niter in the hands of private individuals who either decline to sell it or ask more than 50 cents per pound for it.... All quartermasters are directed to give precedence in transportation to niter over all other Government stores. Richmond, April 15, 1862."
農場所有者、タバコ農家、畜産家などを対象に民間での硝石生産も奨励され、洞窟の泥やその他の資源からの生産が試みられた。

### 農家
硝石・鉱業局ではいくつかのパンフレットを作成し、飼料置き場、薫煙場、家畜小屋、タバコ葉発酵室などの土から硝石の抽出が行えるとしていた。

### 洞窟
洞窟の泥（Cave dirt）からは硝酸カルシウムが抽出され、これと炭酸カリウムを組み合わせることで、火薬の必須成分たる硝酸カリウムを生成することができる。ルックアウト山洞窟、テネシー州サリバン郡モレル洞窟（Morrell Cave）、ニッカジャック洞窟、オーガン洞窟、セルマ洞窟（Selma）、アラバマ州ライムストーン洞窟（Limestone caves）などで、硝石・鉱業局による採掘が行われた。

### 硝石床
1862年、サウスカロライナ大学の化学/地質学教授ジョセフ・レコンテは、硝石・鉱業局にて硝石製造の手順に関するパンフレットを作成した。硝石床（Nitre beds）は押し固められた粘土の層から成り、水を通すことはないが、液体を流しだす排水溝が設けられている。十分肥料を混ぜ込み、小枝や落ち葉なども加えて十分な間隙率を確保した黒土をこの上に広げる。粘土層と黒土の堆積物は風雨を避けるべく小屋の中に置かれる。この堆積物の上に、尿、糞水、便所排水、汚水槽の内容物、下水といった各種液体肥料が毎週注がれる。そして堆積物が十分に熟成されると、硝石床の表面に硝酸カリウムが浮き上がるのである。

### 屎尿
火薬の必須成分たる硝酸カリウムの不足は極めて深刻だったため、連合国は各地にエージェントを派遣してこれの確保にあたらせた。アラバマ州セルマに派遣された硝石・鉱業局職員ジョン・ハラルソンは、地元紙に次のような広告を載せた。
セルマの淑女各位には、硝石の生成に用いるべく、敷地内の便所から収集された尿を確保するようにお願い申し上げる。これを回収するための樽が毎日送られる。
"The ladies of Selma are respectfully requested to preserve the chamber lye collected about their premises for the purpose of making nitre. A barrel will be sent around daily to collect it."
広告が掲載された直後、南北双方の軍民によってこれを揶揄する詩が書かれた。南部では「ジョン・ハラルソンへの訴え」（"An appeal to John Haralson"）として知られる詩が書かれた。少し後に北部でもハラルソンに関する詩が書かれた。

### 火薬製造
ジョージア州オーガスタの連合国火薬工場では、硝石・鉱業局が調達した硝石、木炭、硫黄を用いて火薬製造を行っていた。

## 鉄鋼
硝石・鉱業局は、鉄鋼の採掘、精製、製造に責任を負っていた。
鉄鋼の製造もまた重要視されており、硝石・鉱業局では、民間企業および個人との既存契約を履行する必要があるとの報告を行った。

## 鉛、銀、亜鉛
陸軍省では武器や弾薬を製造するため、鉛・亜鉛を求めていた。
アーカンソー州とミズーリ州では多少の鉛および亜鉛が採掘されていた。開戦時、連合国軍は豊かな埋蔵量を誇るミズーリ州南西部近くのグランビー鉛鉱山を接収し、「連合国の大義」（the Confederate cause）のために必要とされる鉛の全てを供給できるとして宣伝した。1861年には、1ヶ月あたり75,000ポンドの未精製鉛塊（pig lead）がヴァンビューレンに陸路で運ばれ、ここから船舶でメンフィスの兵器工場へと送られていた。ピーリッジの戦いにおける敗北に伴うミズーリ州の喪失は、連合国がこの重要な戦略資源の供給源を事実上失ったことを意味した。硝石・鉱業局は、以後もニュートン郡、マリオン郡、プラスキー郡、セビア郡にて鉛と硝石の採掘を続けていた。しかし、前線に近すぎるとされたことで早々に放棄され、より安全なテキサス州での採掘に移行した。
ノースカロライナ州でも鉛の採掘が行われた。銀は鉛鉱石から分離する必要があったが、この工程は費用のかかるものだった。硝石・鉱業局は、同州シルバーヒルの鉱山を接収した。戦争初期においては、地質学者や政府当局者がシルバースコアの鉛埋蔵量および埋蔵範囲、その価値を強調し、当初は1ヶ月あたり600ドルを支払って鉱山を借りていた。有名なワイズビルの鉱山を除けば、シルバーヒルは南東部にある唯一の大規模な鉱山であり、採掘のための機械や施設が既に整備されていたため、政府当局にとっては重要な獲得物の1つだった。
バージニア州ワイズビルでは、ユニオン・リード社（Union Lead Company）によって鉛の採掘が行われた。この鉱山は連合国の鉛需要の4分の1から3分の1を賄っており、ワイズビル襲撃における主要な標的となった。
硝石・鉱業局は、アーカンソー州カムデンにて、「失われた銀鉱山」（lost silver mines）の捜索を行っていた。これは州に古くから伝わる伝説であったが、連合国はこの鉱山の捜索に最大限の努力を尽くしていた。

## 出版物
- Confederate States of America. A Bill to Establish a Nitre and Mining Bureau. [Richmond]: [publisher not identified], 1863. OCLC: 19659275.
- Confederate States of America. Nitre and Mining Bureau. Message of the President ... Feb. 15, 1865 and Communication From Secretary of War Transmitting a Report From the Chief of the Nitre And Mining Bureau. Richmond, 1865. "Iron Industry and Trade." "Information ... relative to the number of iron furnaces and forges worked by agents of the government or by contractors, during the year 1864, and to the cost per ton of the several kinds of iron furnished by them."
- Confederate States of America. General Orders. [Amendment to General Orders, No. 72 of 1962 Pertaining to Certificates of Disability and Regulations Authorizing the Superintendent of the Nitre and Mining Bureau to Enforce Existing Contracts of the Government in Iron, Lead and Other Munitions] No. 14 No. 14. Richmond: The Office, 1863.
- Confederate States of America. 1863. Nitre and Mining Bureau.. Circular C. S. War Department, Nitre and Mining Bureau, Richmond, Dec. 1, 1863..
- Confederate States of America, Nathaniel A. Pratt, and B. A. Stovall. Nitre and Mining Bureau, 2nd District Letter Book. 1864. Abstract: The collection consists of a letter book of official correspondence for the 2nd District (South Carolina, Georgia, Florida, and Alabama) of the Nitre and Mining Bureau of the Confederate States of America from October 1864 - April 1865. The correspondence, invoices, receipts, and accounts document the activities of the Bureau and contain information regarding a fire (October 1864) that destroyed the Bureau's Augusta (Ga.) headquarters and the ensuing problems re-establishing the laboratory, shipments received and sent, problems obtaining equipment and supplies, and chemical experiments with nitre and potash. The letter book also contains some descriptions of Confederate and Union troop movements, battles, and actions of the Confederate government. Most of the correspondence was written by either Nathaniel A. Pratt or Capt. B.A. Stovall. OCLC: 38476479.
- Confederate States of America, and Samuel Cooper. General Orders. [Regulations Pertaining to Assignments and Military Orders for Nitre and Mining Corps] No. 18 No. 18. Richmond: s.n, 1864.
- Gorsuch, R. B., and William Richardson Hunt. [Facts Bearing Upon the Production of Pig-Metal in the Blast-Furnace, and Upon the Process of Re-Melting It in the Cupelo]. [Selma, Ala.]: [publisher not identified], 1863.
- Leconte, Joseph. 1862. "Instructions for the Manufacture of Saltpetre." 14 pages. Columbia, S.C. Charles P. Pelham, State Printer. 1862. "Published by authority of the executive council under direction of Col. James Chestnut, Jr., chief of Military Department." " This pamphlet is issued with the view of supplying information to those who may be inclined to engage in the production of saltpetre. As the refinement will require a process much more difficult and expensive, the State will undertake that. Private enterprise can thus readily furnish the crude material, which the State will purchase at a fair price, and prepare for all the uses required."

## 関連文献
- "Contributions to the history of the Confederate Ordnance Department." Southern Historical Society Papers. Volume 12.
- Donnelly, Ralph W. 1956. "Scientists of the Confederate Nitre and Mining Bureau". Civil War History. 2, no. 4: 69-92.
- James J. Johnston and James J. Johnson. 1990. Bullets for Johnny Reb: Confederate Nitre and Mining Bureau in Arkansas. The Arkansas Historical Quarterly, Vol. 49, No. 2 (Summer, 1990), pp. 124–167.
- Glenna R. Schroeder. 1986. "We Will Support the Govt. to the Bitter End": The Augusta Office of the Confederate Nitre and Mining Bureau." The Georgia Historical Quarterly. Vol. 70, No. 2 (Summer, 1986), pp. 288-305.
- Marion O. Smith. 1995. "Confederate Nitre Bureau Operations in Florida." The Florida Historical Quarterly. Vol. 74, No. 1 (Summer, 1995), pp. 40–46.